# 西古德·安德松
西古德·安德松（瑞典語：Sigurd Andersson，1926年7月18日—2009年2月5日），瑞典男子越野滑雪运动员。他曾代表瑞典参加1952年冬季奥林匹克运动会越野滑雪比赛，获得男子4×10公里接力铜牌。